# Coppa Italia di ciclismo 2013
La Coppa Italia – Campionato Italiano a Squadre 2013 è la settima edizione del circuito organizzato dalla Lega del Ciclismo Professionistico.
Il calendario è composto da tutte le prove italiane di classe HC e 1 incluse nel UCI Europe Tour 2013.
Oltre alla principale classifica a squadre, sono previste una classifica individuale e una classifica giovani dedicata agli Under-25.
La Lampre-Merida ha concluso in testa la classifica a squadre della Coppa Italia. Essendo questa una squadra World Tour, il diritto di partecipare al Giro d'Italia 2014 è passato all'Androni Giocattoli-Venezuela, classificatasi seconda.

## Squadre
Le squadre che vi partecipano sono sei.
- Androni Giocattoli-Venezuela
- Bardiani Valvole-CSF Inox
- Cannondale Pro Cycling

- Colombia
- Lampre-Merida
- Vini Fantini-Selle Italia

## Calendario
Gli organizzatori hanno inserito 21 prove.
| #  | Data          | Evento                                       | Cat. | Vincitore             | Squadra                   | Leader della Cl. italiana | Squadra leader della Cl. italiana |
| -- | ------------- | -------------------------------------------- | ---- | --------------------- | ------------------------- | ------------------------- | --------------------------------- |
| 1  | 16 febbraio   | Trofeo Laigueglia (2013)                     | 1.1  | Filippo Pozzato       | Lampre-Merida             | Filippo Pozzato           | Lampre-Merida                     |
| 2  | 28 febbraio   | GP Città di Camaiore (2013)                  | 1.1  | Peter Sagan           | Cannondale                | Diego Ulissi              | Lampre-Merida                     |
| 3  | 3 marzo       | Roma Maxima (2013)                           | 1.1  | Blel Kadri            | AG2R La Mondiale          | Filippo Pozzato           | Lampre-Merida                     |
| 4  | 14 marzo      | GP Nobili Rubinetterie (2013)                | 1.1  | Bob Jungels           | RadioShack                | Filippo Pozzato           | Lampre-Merida                     |
| 5  | 20-24 marzo   | Settimana Coppi e Bartali (2013)             | 2.1  | Diego Ulissi          | Lampre-Merida             | Diego Ulissi              | Lampre-Merida                     |
| 6  | 16-19 aprile  | Giro del Trentino (2013)                     | 2.HC | Vincenzo Nibali       | Astana                    | Mauro Santambrogio        | Lampre-Merida                     |
| 7  | 27 aprile     | GP Industria e Artigianato (2013)            | 1.1  | Mauro Santambrogio    | Vini Fantini-Selle Italia | Mauro Santambrogio        | Lampre-Merida                     |
| 8  | 28 aprile     | Giro della Toscana (2013)                    | 1.1  | Mattia Gavazzi        | Androni Giocattoli        | Mauro Santambrogio        | Lampre-Merida                     |
| 9  | 14 luglio     | Giro dell'Appennino (2013)                   | 1.1  | Davide Mucelli        | Ceramica Flaminia         | Mauro Santambrogio        | Lampre-Merida                     |
| 10 | 28 luglio     | Trofeo Matteotti (2013)                      | 1.1  | Sébastien Reichenbach | IAM Cycling               | Mauro Santambrogio        | Androni Giocattoli                |
| 11 | 21 agosto     | Coppa Agostoni - Giro delle Brianze (2013)   | 1.1  | Filippo Pozzato       | Lampre-Merida             | Mauro Santambrogio        | Lampre-Merida                     |
| 12 | 22 agosto     | Coppa Bernocchi (2013)                       | 1.1  | Sacha Modolo          | Bardiani Valvole          | Mauro Santambrogio        | Lampre-Merida                     |
| 13 | 23 agosto     | Tre Valli Varesine (2013)                    | 1.HC | Kristijan Đurasek     | Lampre-Merida             | Mauro Santambrogio        | Lampre-Merida                     |
| 14 | 31 agosto     | Memorial Marco Pantani (2013)                | 1.1  | Sacha Modolo          | Bardiani Valvole          | Mauro Santambrogio        | Lampre-Merida                     |
| 15 | 5-7 settembre | Settimana Ciclistica Lombarda (2013)         | 2.1  | Patrik Sinkewitz      | Meridiana-Kamen           | Mauro Santambrogio        | Androni Giocattoli                |
| 16 | 21 settembre  | GP Costa degli Etruschi (2013)               | 1.1  | Michele Scarponi      | Lampre-Merida             | Mauro Santambrogio        | Androni Giocattoli                |
| 17 | 22 settembre  | GP Industria e Commercio di Prato (2013)     | 1.1  | Gianfranco Zilioli    | Androni Giocattoli        | Miguel Ángel Rubiano      | Androni Giocattoli                |
| 18 | 2 ottobre     | Milano-Torino (2013)                         | 1.HC | Diego Ulissi          | Lampre-Merida             | Diego Ulissi              | Androni Giocattoli                |
| 19 | 10 ottobre    | GP Città di Peccioli - Coppa Sabatini (2013) | 1.1  | Diego Ulissi          | Lampre-Merida             | Diego Ulissi              | Androni Giocattoli                |
| 20 | 12 ottobre    | Giro dell'Emilia (2013)                      | 1.HC | Diego Ulissi          | Lampre-Merida             | Diego Ulissi              | Lampre-Merida                     |
| 21 | 13 ottobre    | GP Bruno Beghelli (2013)                     | 1.1  | Leonardo Duque        | Colombia                  | Diego Ulissi              | Lampre-Merida                     |

## Classifiche
Risultati finali.
| Pos. | Corridore            | Squadra       | Punti |
| ---- | -------------------- | ------------- | ----- |
| 1    | Diego Ulissi         | Lampre-Mer.   | 327   |
| 2    | Franco Pellizotti    | Androni Gio.  | 227   |
| 3    | Miguel Ángel Rubiano | Androni Gio.  | 212   |
| 4    | Mauro Santambrogio   | Vini Fantini  | 192   |
| 5    | Francesco Bongiorno  | Bardiani Val. | 178   |
| 6    | Mauro Finetto        | Vini Fantini  | 143   |
| 7    | Filippo Pozzato      | Lampre-Mer.   | 140   |
| 8    | Vincenzo Nibali      | Astana        | 135   |
| 9    | Davide Rebellin      | CCC-Polsat    | 126   |
| 10   | Simone Ponzi         | Astana        | 122   |

| Pos. | Corridore Under-25  | Squadra       | Punti |
| ---- | ------------------- | ------------- | ----- |
| 1    | Diego Ulissi        | Lampre-Mer.   | 327   |
| 2    | Francesco Bongiorno | Bardiani Val. | 178   |
| 3    | Fabio Aru           | Astana        | 89    |
| 4    | Gianfranco Zilioli  | Androni Gio.  | 83    |
| 5    | Davide Villella     | Cannondale    | 72    |
| 6    | Enrico Battaglin    | Bardiani Val. | 47    |
| 7    | Edoardo Zardini     | Bardiani Val. | 46    |
| 8    | Sonny Colbrelli     | Bardiani Val. | 43    |
| 9    | Fabio Felline       | Androni Gio.  | 42    |
| 10   | Peter Sagan         | Cannondale    | 40    |

| Pos. | Squadra                      | Punti |
| ---- | ---------------------------- | ----- |
| 1    | Lampre-Merida                | 714   |
| 2    | Androni Giocattoli-Venezuela | 689   |
| 3    | Vini Fantini-Selle Italia    | 544   |
| 4    | Bardiani Valvole-CSF Inox    | 529   |
| 5    | Colombia                     | 371   |
| 6    | Cannondale Pro Cycling       | 219   |